# 安貞
安貞（1228年十二月十日至1229年三月五日）是日本的年號之一。這個時代的天皇是後堀河天皇、鎌倉幕府征夷大將軍為藤原賴經、執權為北條泰時。

## 改元
- 嘉祿三年十二月十日（1228年1月18日）改元安貞
- 安貞三年三月五日（1229年3月31日）改元寬喜

## 出處
《易經》

## 紀年、西曆、干支對照表
| 安貞       | 元年   | 二年   | 三年   |
| 儒略曆日期 | 1227年 | 1228年 | 1229年 |
| 干支       | 丁亥   | 戊子   | 己丑   |